# 江別市セラミックアートセンター
江別市セラミックアートセンター（えべつしセラミックアートセンター、英語名：Ebetsu City Ceramic Art Center）は、北海道江別市西野幌にある陶芸美術館である。

## 概要
緑豊かな野幌原始林に隣接するセラミックアートセンターは、四季折々の顔をみせる自然を背景に、陶芸作品とれんがの展示室、陶芸教室などを開講する工房、やきものに関する書籍を閲覧できる図書室などを設けている。「観る」「創る」「集う」をコンセプトに、北海道のやきもの文化を創造していこうとする施設である。

## 施設

### 特徴
セラミックアートセンターの特徴は以下の通りである。
- テーマの一つである、れんがを基調とし、屋根には自然色のモスグリーンを使い周囲の環境と調和する外観。存在感のある三角屋根がランドマークである。
- エントランスロビーを中心に、右側をやきものを鑑賞してもらう展示ブロックに、左側をやきものづくりを行える創作ブロックがある。
- 通路などにトップライトを設け自然光を取り入れ、変化のある空間を演出している。

### フロア
セラミックアートセンターの各階には主に以下のような部屋・設備がある。
1階
- エントランスロビー - 個人･団体のロビー展、コンサート会場などに利用される。ショップでは、江別観光協会会員の市内陶芸家等13人の作品を販売している。
- 北のやきもの展示室 - 北海道で現在活動中の窯（現窯）の作品を展示している。
- れんが資料展示室 - 北海道のれんが産業の歴史を、各種れんがや生産用具など実物資料をはじめ、登り窯のジオラマ・輪環窯の模型・映像・写真などで紹介。また、窯業の新しい分野であるニューセラミックスの資料も紹介している。
- レンタル工房・教室工房・窯室 - 陶芸教室などを開講する。

2階
- 企画展示室 - 絵画、写真、書などのサークル活動の発表の場やアートセンター主催の企画展示会場として使用する多目的なギャラリー。
- 研修室 - 液晶プロジェクター、ビデオCD・LDデッキなどがある。最大80人収容。
- 図書室 - やきものに関する書籍を閲覧できる。
- カフェラウンジ

3・4階
- 望楼 - 野幌原始林、夕張山地、美原大橋、恵庭岳、樽前山などを360度眺望できる。

## アクセス
所在地
- 郵便番号：069-0832
- 所在地：北海道江別市西野幌114番地の5

駐車場
- バス専用・乗用車・身障者専用　合計128台

アクセス
- 車 - 札幌駅から40分（国道12号経由）

- 鉄道 - 最寄り駅は野幌駅（札幌駅から15分）
- バス - 次の2系統がご利用できる。（どちらも野幌駅経由）
  - 新29 - 新札幌駅～野幌総合運動公園
  - 江92 - 江別駅～北広島駅

## 休館日
- 月曜日（祝日を除く）、祝日の翌日（その日が土・日の時は火曜日）、年末年始（12月29日から1月3日）[1]